# EDICT
Le projet EDICT a été lancé en 1991 par Jim Breen dans le but de fournir un dictionnaire nippo-anglais complet, gratuit et sous licence libre,. Il a depuis été fréquemment mis à jour par plusieurs volontaires. EDICT existe principalement sous forme de fichier texte, d'autres programmes étant nécessaires pour y rechercher des informations, et les utiliser. Ce projet est considéré comme une référence du Web en matière de dictionnaire nippo-anglais, et est notamment utilisé par le projet Unihan et d'autres projets nippo-anglais.
JMdict est une extension contenant des entrées japonaises vers l’anglais, le français, l'allemand, le russe, etc., encodé en UTF-8 et en format XML,.
EDICT a inspiré le projet CEDICT, un dictionnaire sino-anglais, lancé par Paul Denisowski en 1997, ainsi que le projet CFDICT, un dictionnaire franco-chinois lancé par le site « Chine Informations » en 2009.